# Cheung Chak Chuen
Cheung Chak Chuen (* 22. September 1957) ist ein ehemaliger Rennsportkanute aus Hongkong, der an Olympischen Sommerspielen teilnahm.
Cheung Chak Chuen war Teil des Kajak-Vierers von Hongkong bei den Olympischen Spielen 1984 in Los Angeles. Das Boot erreichte im Hoffnungslauf allerdings mit großem Rückstand nur den letzten Platz und schied somit früh aus.